# Міллі Рух
Міллі Рух — кримськотатарський блок національних сил, створений на початку 2008 року. Об’єднав існуючі старі організації, як-от найдавніша партія „Адалет” (Справедливість), „Маарифчи” (Освітянин), ОКНР (Організація кримськотатарського національного руху).

## Діяльність
Не зважаючи на гучні заяви, не провів поки що[коли?] жодної акції.

## Політична орієнтація
Помірковані націоналісти. Офіційно оголошується легальна боротьба за кримськотатарські права, як-от квотне представництво кримських татар у владі, поступове впровадження національної автономії, прийняття законів з остаточної реабілітації жертв Депортації та компенсації репресій, підвищення статусу кримськотатарської мови.
Неформально блок є політичним проектом Ремзі Ільясова, який претендує на посаду голови Меджлісу в разі відставки свого шефа Мустафи Джемілєва.
Блок підтриманий впливовим молодим бізнесменом Енвером Абдураїмовим, який балотувався до складу Меджлісу та був заблокований Рефатом Чубаровим.